# Notophthiracarus indicus
Notophthiracarus indicus är en kvalsterart som först beskrevs av Bayoumi och Sandór Mahunka 1979.  Notophthiracarus indicus ingår i släktet Notophthiracarus och familjen Phthiracaridae. Inga underarter finns listade i Catalogue of Life.